# マリア・クララ・アット・イバラ
『マリア・クララ・アット・イバラ』（タガログ語: Maria Clara at Ibarra）は、フィリピンのテレビドラマ。2022年10月3日にGMAネットワークで初公開された。

## 登場人物
マリア・クララ「クライ」インファンテス
演：バービー・フォルテザ
マリア・クララ「クラリータ」デ・ロス・サントス・イ・アルバ / クラリス・トーレス
演：ジュリー・アン・サン・ホセ
フアン・クリソストモ・イバラ・イ・マグサリン / シムーン / イバラ・ゴンサロ「バリー」トーレス
演：デニス・トリーヨ